# Mühlenbarbek
Mühlenbarbek – miejscowość i gmina w Niemczech, w kraju związkowym Szlezwik-Holsztyn, w powiecie Steinburg, wchodzi w skład urzędu Kellinghusen.

## Osoby urodzone w Mühlenbarbek
- Johann Hinrich Fehrs - pisarz
- Hinrich Loser - polityk, wojskowy, zbrodniarz hitlerowski